# جغرافيا ليختنشتاين

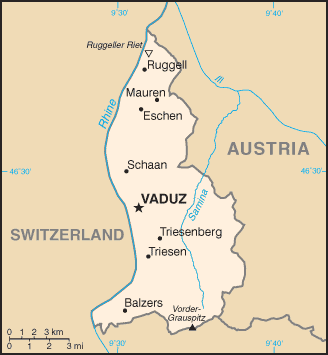
خريطة إمارة ليختنشتاين

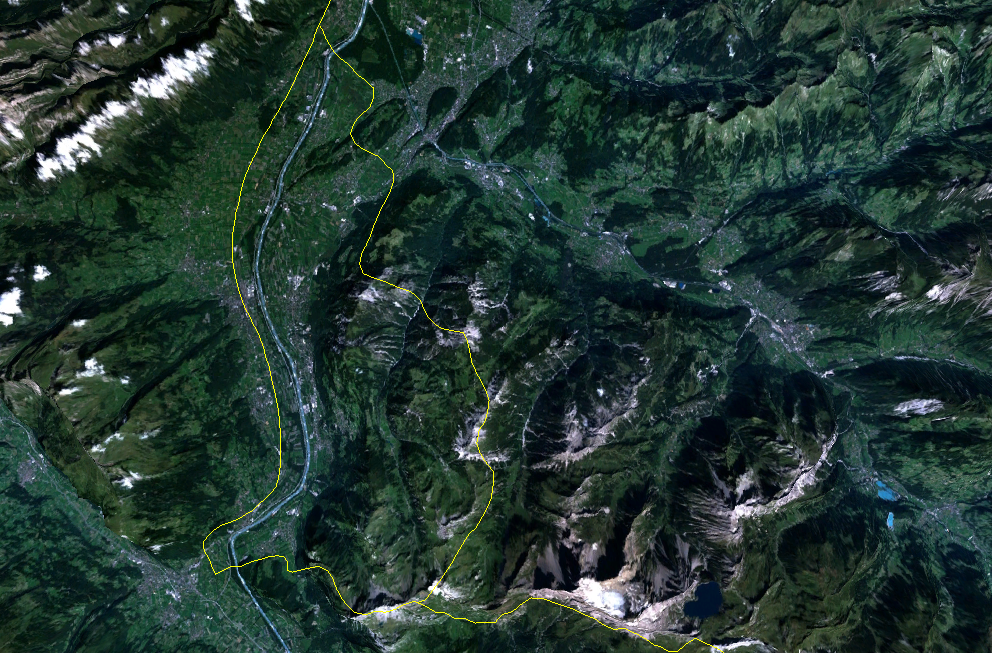
صورة القمر الصناعي لمنطقة ليختنشتاين ، مع ظهور الحدود باللون الأصفر

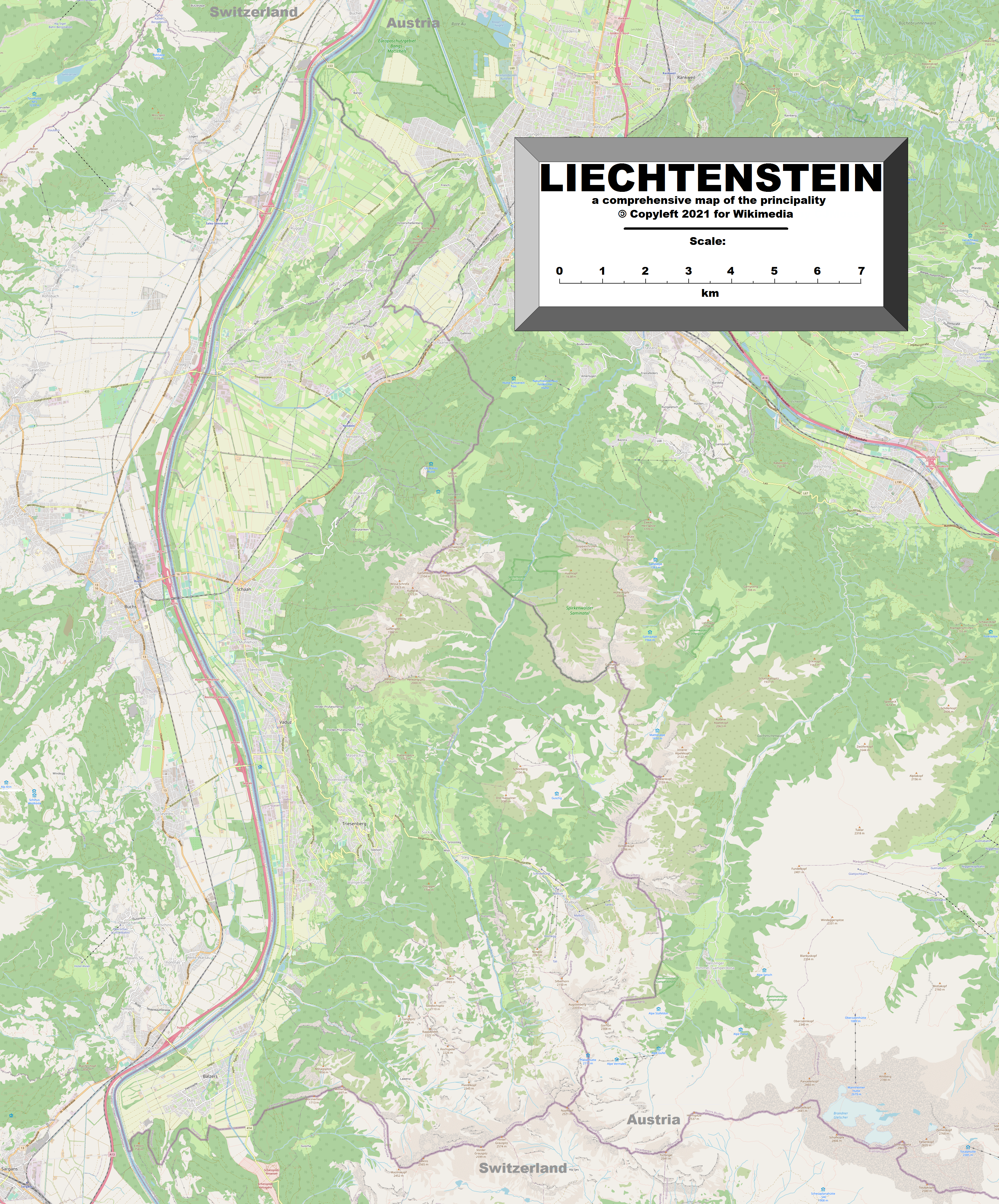
خريطة مفصلة قابلة للتوسيع ليختنشتاين

تشمل إمارة ليختنشتاين معظم النصف الشرقي من وادي الراين، المحشور بين النمسا وسويسرا.يوجد غالبية سكان البلاد في النصف الغربي على طول نهر الراين. إلى جانب أوزبكستان، تعد ليختنشتاين واحدة من دولتين فقط غير ساحليتين في العالم.

## إحصائيات
الإحداثيات الجغرافية :47°10′N 9°32′E / 47.167°N 9.533°E
المساحة : 160كم 2(أرض، 0 كم 2 ماء)
الحدود البرية
المجموع: 76 كم
البلدان الحدودية: النمسا 35 كم، سويسرا 41 كم
بحيرة
البحيرة الوحيدة في ليختنشتاين هي سيلي قيم برايمر. .
استخدام الأراضي
الأراضي الصالحة للزراعة: 21.88٪
محاصيل دائمة: 0٪.
أخرى: 78.12٪ (2011)
تضاريس
معظمها جبلية (جبال الألب) مع وادي الراين في الثلث الغربي
الموارد الطبيعية :
القدرة الكهرومائية، الأراضي الصالحة للزراعة
النقاط المتطرفة:
- الشمال - نهر الراين، روجيل47°16′15″N 9°31′51″E / 47.27083°N 9.53083°E
- الجنوب - قمة فالكنشورن/مازوراكوف (2,452 م)، تريسن47°2′55″N 9°33′26″E / 47.04861°N 9.55722°E
- الشرقية - المخفر الحدودي 28، فوق نينزينجر هيميل
- الغرب - نهر الراين، بالزيرس47°3′46″N 9°28′18″E / 47.06278°N 9.47167°E
- الأعلى فوردر جراوسبيتز (2,599 م)، تريسن47°3′10″N 9°34′54″E / 47.05278°N 9.58167°E
- الأدنى - بانجسرفيلد (429 م)، روجيل47°15′57″N 9°32′14″E / 47.26583°N 9.53722°E

## مناخ
قاري شتاء بارد ملبد بالغيوم مع تساقط ثلوج أو أمطار متكررة؛ بارد إلى معتدل دافئ، غائم، صيف رطب، مجموعة كبيرة ومتنوعة من المناخ المحلي على أساس الارتفاع

## البيئة - الاتفاقيات الدولية
طرف في:
تلوث الهواء، الملوثات العضوية الثابتة، أكاسيد النيتروجين، تلوث الهواء الكبريت 85، الكبريت 94، المركبات العضوية المتطايرة، التنوع البيولوجي، تغير المناخ - بروتوكول كيوتو، التصحر، الأنواع المهددة بالانقراض، النفايات الخطرة، حماية طبقة الأوزون، الأراضي الرطبة،
موقعة ولم تصدق:
قانون البحار